# Natalija Abramowna Kaschdan
Natalija Abramowna Kaschdan (russisch Наталия Абрамовна Каждан; * 1941; † 2017 in Moskau) war eine sowjetisch-russische Architektin.

## Leben
Kaschdans Vater Abram Issaakowitsch Kaschdan (1907–1955) lehrte am Moskauer Staatlichen Institut für Theaterkunst. Ihre Mutter Tatjana Pawlowna Kaschdan (1918–2009) war Architekturhistorikerin.
Kaschdan studierte am Moskauer Architektur-Institut (MArchI) mit Abschluss 1966. Sie lehrte dann Zeichnen in den Vorbereitungskursen des MArchI. Sie war Mitglied der Architektenunion der UdSSR.

Grab der Familie Kaschdan

Kaschdan arbeitete als Architektin im Institut für Rekonstruktion historischer Städte (Inrekon). Ihre vielfältigen Aufträge führte sie jeweils als Mitglied spezieller Aurotenkollektive aus. Sie projektierte große Verkaufsgebäudekomplexe in Gorki und Uljanowsk. Sie sanierte die Ladenreihen im historischen Zentrum von Buchara zur Wiederbelebung der nationalen Gewerbe. Sie entwickelte Musterprojekte für Verkaufsgebäude und projektierte den Bau des Polytechnischen Instituts in Duschanbe. Sie entwickelte wirtschaftlich begründete Touristik-Programme für die Städte Aserbaidschans und für Baku. Sie sanierte diverse Gebäude in Moskau.
Kaschdan wurde auf dem Moskauer Wwedenskoje-Friedhof begraben.